# Morning-afterpil
De morning-afterpil (ook wel noodpil genoemd) is een middel dat tot maximaal 120 uur na onbeschermde geslachtsgemeenschap de kans op zwangerschap sterk vermindert. Er zijn twee soorten op de markt. De werkzame stof in de eerste geregistreerde pil is het progestageen levonorgestrel, de merknaam Norlevo. Sedert 2009 is ook ulipristalacetaat, merknaam ellaOne, verkrijgbaar. Ulipristalacetaat is geen hormoon, maar heeft wel invloed op het hormoonsysteem. Het bindt aan receptoren van progestagenen, waardoor deze hormonen minder goed hun werk kunnen doen. Levonorgestrel is geregistreerd voor gebruik binnen 72 uur na onbeschermd contact, ulipristalacetaat voor 120 uur. Uit directe vergelijkingen van beide pillen blijkt ulipristalacetaat anderhalf keer zo effectief te zijn in de eerste 72 uur. In de eerste 24 uur is het verschil in effectiviteit nog groter.
In de vorige eeuw werden ook andere combinaties van hormonen en doseringen gebruikt, alle off-label. De morning-afterpil is een anticonceptiemiddel. Sommigen beschouwen het als een aborterend middel. Hiervoor is echter geen wetenschappelijke ondersteuning. De morning-afterpil werkt op een andere wijze dan een middel als mifepriston, dat gebruikt wordt bij een overtijdbehandeling om een ingenesteld embryo te aborteren. Lang is aangenomen dat de morning-afterpil niet alleen de ovulatie zou onderdrukken, maar ook implantatie van een bevruchte eicel zou bemoeilijken. Deze laatste werking is echter nooit aangetoond. Tegenwoordig gaat men ervan uit dat de morning-afterpil alleen werkt door de eisprong uit te stellen.
Hoe sneller de pil wordt ingenomen, hoe beter hij werkt. De morning-afterpil is in België sinds 1 september 2000 in de apotheek verkrijgbaar op doktersvoorschrift. In 2001 besliste minister Magda Aelvoet dat levonorgestrel ook zonder voorschrift te koop zou worden aangeboden bij apothekers. In Nederland besloot het College ter Beoordeling van Geneesmiddelen dat vanaf 2005 Norlevo zonder doktersrecept verkrijgbaar is bij de apotheek of de drogist. In januari 2015 is door de Europese commissie besloten om ook ellaOne zonder doktersrecept verkrijgbaar te maken in (bijna) de hele Europese Unie.

## Gebruik
Deze pil kan worden gebruikt als geen anticonceptie is toegepast of als wordt vermoed dat de normale anticonceptie niet heeft kunnen werken (bijvoorbeeld een condoom dat is gescheurd, een anticonceptiepil die de vrouw is vergeten in te nemen, of een aanval van braken of aanhoudende waterdunne diarree waardoor een ingenomen anticonceptiepil verminderd werkzaam kan zijn geworden). Ook kan de morning-afterpil worden gebruikt wanneer bij medicatiegebruik (bijvoorbeeld sommige soorten antibiotica) te laat wordt ontdekt dat de anticonceptiepil mogelijk verminderd werkzaam kan zijn geworden.
Na uitgebreid onderzoek inzake andersluidende berichten, stelden de Europese registratieautoriteiten in juli 2014 vast dat de dosering niet afhankelijk is van het lichaamsgewicht van de vrouw.

## Betrouwbaarheid bij voorkomen van zwangerschap
De betrouwbaarheid van ulipristalacetaat is groter dan die van levonorgestrel. Er is een meta-analyse gedaan van verschillende studies waarin de twee morning-afterpillen zijn vergeleken. Bij gebruik van ulipristalacetaat binnen 72 uur na onbeschermd seksueel contact werd 1,4% van de vrouwen alsnog zwanger. Bij levonorgestrel was dat 2,2%. Wanneer de pil binnen 24 uur wordt ingenomen is de kans op zwangerschap 0,9% bij ulipristalacetaat en 2,3% bij levonorgestrel.
In alle gevallen is het dus verstandig om ook na het gebruik van de morning-afterpil te controleren dat zwangerschap inderdaad is uitgebleven. Deze cijfers betekenen bovendien, dat men beter kan vertrouwen op anticonceptie vóórdat men geslachtsgemeenschap heeft, dan op de morning-afterpil. Het is beter deze alleen te gebruiken als noodanticonceptie wanneer reguliere anticonceptie mogelijk gefaald heeft.

## Bijwerkingen
De morning-afterpil kan bijwerkingen tot gevolg hebben. De volgende bijwerkingen zijn gemeld bij het gebruik van de noodpil:
- Hoofdpijn (bij bijna 20% van de gebruiksters)
- Veranderingen in het patroon van de maandelijkse bloedingen; de menstruatie kan bij sommige vrouwen eerder en bij andere vrouwen later komen (bij ongeveer 15% van de gebruiksters).
- Misselijkheid (bij ongeveer 12% van de gebruiksters, soms leidend tot braken)
- Pijn in de onderbuik, bovenbuik of rug (ieder bij rond de 5% van de gebruiksters)
- Ook gevoelige borsten, duizeligheid en vermoeidheid komen soms voor.

Eventuele klachten gaan binnen een paar dagen vanzelf over. Er zijn geen nadelige effecten op de langere termijn.

## Werking
Er is enige discussie geweest over het werkingsmechanisme van de morning-afterpil. Er zijn verschillende hypothesen over, namelijk dat de morning-afterpil de eisprong uit zou stellen, de mogelijkheid voor sperma om de eicel te bereiken zou bemoeilijken of innesteling van een bevruchte eicel (blastocyste) zou voorkomen. Er is alleen overtuigend bewijs voor het eerste mechanisme, dus uitstel van ovulatie. De morning-afterpil kan geen miskraam veroorzaken, maar voorkomt bevruchting, net als andere vormen van anticonceptie. De morning-afterpil werkt niet tegen seksueel overdraagbare aandoeningen (SOA's).